# جهاد
الجهاد أو الجهاد في سبيل الله هو مصطلح إسلامي يعني جميع الأفعال أو الأقوال التي تتم لنشر الإسلام، أو لصدِّ عدوٍ يستهدف المسلمين، أو لتحرير أرضٍ مسلمة، أو لمساعدة مسلمٍ ما والمسلمين عامة. وهو شرعًا بذل الجهد من المسلمين في قتال الكفار المعاندين المحاربين، والمرتدين، والبغاة ونحوهم؛ لإعلاء كلمة الله تعالى. ويطلق أيضا على مجاهدة النفس والشيطان والفساق.
الجهاد هو ذروة سنام الإسلام كما ورد في الأحاديث النبوية، وهو أفضل الأعمال، وحث القرآن على الجهاد بالنفس والمال وأمر به في مواطن كثيرة. وللمجاهد فضل عظيم في الإسلام وكذلك المرابط والشهيد. ينقسم الجهاد بمعنى القتال من حيث السبب إلى: جهاد الطلب وهو طلب العدو في أماكنهم وابتداؤهم بالقتال ولتكون كلمة الله هي العليا. وجهاد الدفع وهو دفع العدو عن بلاد المسلمين. أما جهاد الطلب، فحكمه أنه فرض على الكفاية، إن لم يكن النفير عامًا، متى قام به بعضهم سقط عن الباقين. أما جهاد الدفع إن كان النفير عامًا، كأن هجم العدو على أرض المسلمين، فيصبح الجهاد فرض عين على كل قادر من المسلمين. وكذلك إذا التقى الزحفان وتقابل الصفان، حرم على من حضر الانصراف.
ويُقسَّم الجهاد بمفهومه العام من حيث العدو فيُقسمه العلماء إلى: مجاهدة العدو الظاهر وهم الكفار والمنافقين والمرتدين والبغاة ونحوهم؛ لإعلاء كلمة الله تعالى، ومجاهدة الشيطان، ومجاهدة النفس. ويُقسِّم العلماء الجهاد من حيث الآلة إلى ثلاثة أقسام: جهاد بالقلب، وجهاد باللسان، وجهاد باليد.

## تعريف الجهاد

### الجهاد لغةً واصطلاحًا
الجهاد في اللغة: بذل الجهد والوسع والطاقة، من الجُهْد بمعنى الوُسع، أو من الجَهْد بمعنى المشقة وكلا المعنيين في الجهاد. يقال جهد الرجل في الشيء: أي جد فيه وبالغ، وجاهد في الحرب مجاهدة وجهادًا. فهي صيغة مشاركة من الجهد وهو الطاقة والمشقة، كما أن القتال مشاركة من القتل، قال الراغب الأصفهاني في مفردات القرآن: والجهاد والمجاهدة استفراغ الوسع في مدافعة العدو.
وتعريف الجهاد شرعا واصطلاحًا في الإسلام هو بذل الجهد من المسلمين في قتال الكفار المعاندين المحاربين، والمرتدين، والبغاة ونحوهم؛ لإعلاء كلمة الله تعالى. ويطلق أيضا على مجاهدة النفس والشيطان والفساق. قال ابن حجر العسقلاني: "فأما مجاهدة النفس فعلى تعلم أمور الدين ثم على العمل بها ثم على تعليمها، وأما مجاهدة الشيطان فعلى دفع ما يأتي به من الشبهات وما يزينه من الشهوات، وأما مجاهدة الكفار فتقع باليد والمال واللسان والقلب، وأما مجاهدة الفساق والمنافقين فباليد ثم اللسان ثم القلب".

### ما يُطلق عليه جهادًا

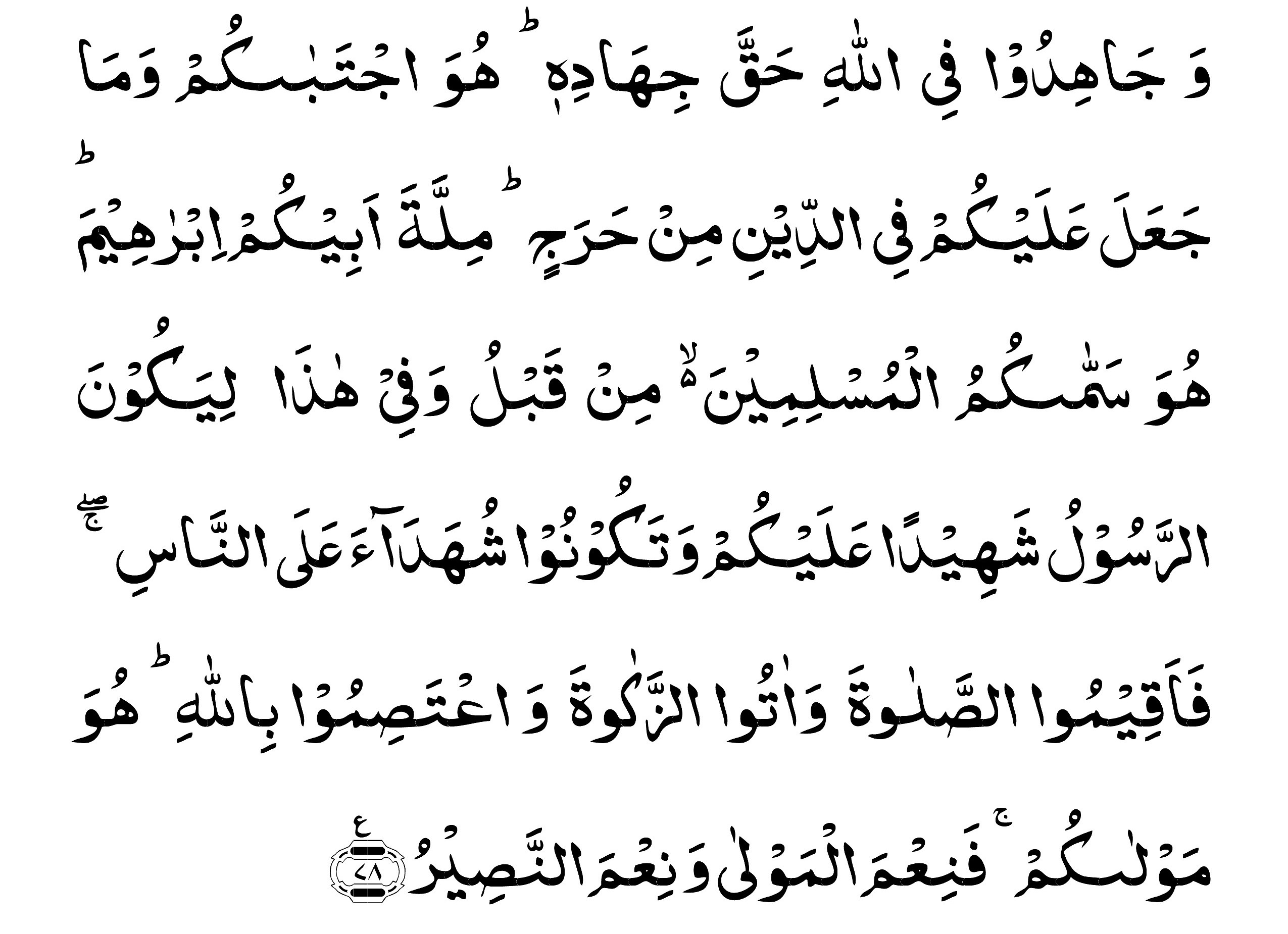
الآية 78 من سورة الحج.

يُقسِّم العلماء الجهاد من حيث الآلة إلى ثلاثة أقسام: جهاد بالقلب، وجهاد باللسان، وجهاد باليد. والدليل على هذه القسمة، وتسمية كل واحد منها جهادا: ما أخرجه مسلم، عن عبد الله بن مسعود، أن رسول الله - صلى الله عليه وسلم - قال: «مامن نبي بعثه الله في أمة قبلي إلا كان له من أمته حواريون، وأصحاب، يأخذون بسنته، ويقتدون بأمره، ثم إنها تخلف من بعدهم خلوف، يقولون ما لايفعلون، ويفعلون ما لايؤمرون، فمن جاهدهم بيده فهو مؤمن، ومن جاهدهم بلسانه فهو مؤمن، ومن جاهدهم بقلبه فهو مؤمن، وليس وراء ذلك من الإيمان حبة خردل».
ويمكن تقسيم الجهاد من حيث العدو فيُقسمه العلماء إلى: مجاهدة العدو الظاهر وهم الكفار والمنافقين والمرتدين والبغاة ونحوهم؛ لإعلاء كلمة الله تعالى، ومجاهدة الشيطان، ومجاهدة النفس. وتدخل ثلاثتها في قوله تعالى: ﴿انْفِرُوا خِفَافًا وَثِقَالًا وَجَاهِدُوا بِأَمْوَالِكُمْ وَأَنْفُسِكُمْ فِي سَبِيلِ اللَّهِ ذَلِكُمْ خَيْرٌ لَكُمْ إِنْ كُنْتُمْ تَعْلَمُونَ ۝٤١﴾ [التوبة:41]
ويُقسم الجهاد من حيث المبذول في سبيل الله إلى جهاد بالنفس وجهاد بالمال، أي بذلها في سبيل الله، يقول تعالى: ﴿إِنَّ الَّذِينَ آمَنُوا وَهَاجَرُوا وَجَاهَدُوا بِأَمْوَالِهِمْ وَأَنْفُسِهِمْ فِي سَبِيلِ اللَّهِ﴾ [الأنفال:72]. وفي مسند أحمد أن النبي قال: «إِنَّ الشَّيْطَانَ قَعَدَ لِابْنِ آدَمَ بِأَطْرُقِهِ فَقَعَدَ لَهُ بِطَرِيقِ الْإِسْلَامِ فَقَالَ لَهُ أَتُسْلِمُ وَتَذَرُ دِينَكَ وَدِينَ آبَائِكَ وَآبَاءِ أَبِيكَ  قَالَ فَعَصَاهُ فَأَسْلَمَ ثُمَّ قَعَدَ لَهُ بِطَرِيقِ الْهِجْرَةِ فَقَالَ أَتُهَاجِرُ وَتَذَرُ أَرْضَكَ وَسَمَاءَكَ وَإِنَّمَا مَثَلُ الْمُهَاجِرِ كَمَثَلِ الْفَرَسِ فِي الطِّوَلِ قَالَ فَعَصَاهُ فَهَاجَرَ قَالَ ثُمَّ قَعَدَ لَهُ بِطَرِيقِ الْجِهَادِ فَقَالَ لَهُ هُوَ جَهْدُ النَّفْسِ وَالْمَالِ فَتُقَاتِلُ فَتُقْتَلُ فَتُنْكَحُ الْمَرْأَةُ وَيُقَسَّمُ الْمَالُ قَالَ فَعَصَاهُ فَجَاهَدَ فَقَالَ رَسُولُ اللَّهِ صَلَّى اللَّهُ عَلَيْهِ وَسَلَّمَ فَمَنْ فَعَلَ ذَلِكَ مِنْهُمْ فَمَاتَ كَانَ حَقًّا عَلَى اللَّهِ أَنْ يُدْخِلَهُ الْجَنَّةَ أَوْ قُتِلَ كَانَ حَقًّا عَلَى اللَّهِ عَزَّ وَجَلَّ أَنْ يُدْخِلَهُ الْجَنَّةَ وَإِنْ غَرِقَ كَانَ حَقًّا عَلَى اللَّهِ أَنْ يُدْخِلَهُ الْجَنَّةَ أَوْ وَقَصَتْهُ دَابَّتُهُ كَانَ حَقًّا عَلَى اللَّهِ أَنْ يُدْخِلَهُ الْجَنَّةَ.»

## فضل الجهاد

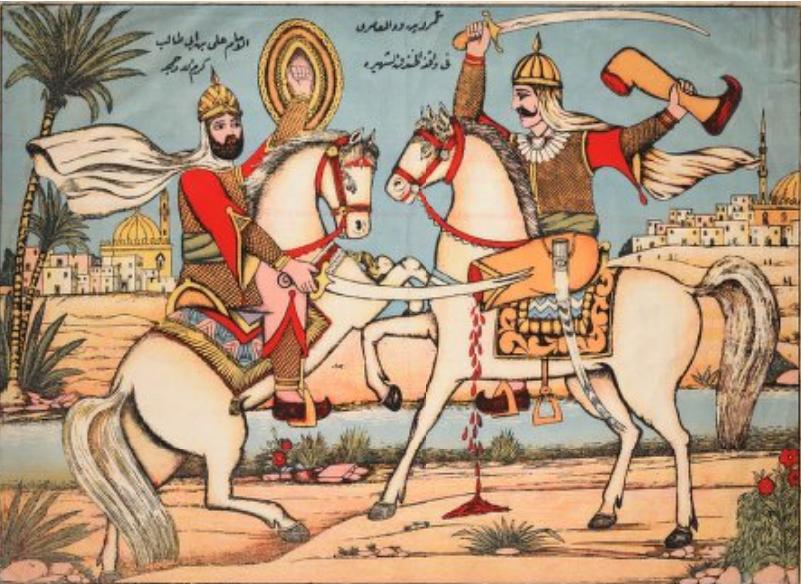
رسم تخيُّلي لعلي بن أبي طالب وهو يُقاتل عمرو بن ود خلال غزوة الخندق.

الجهاد هو ذروة سنام الإسلام كما ورد في الأحاديث النبوية، وهو أفضل الأعمال، وحث القرآن على الجهاد وأمر به في مواطن كثيرة.

### فضل القتال في سبيل الله
من الآيات التي وردت في الحث على الجهاد والقتال في سبيل الله: ﴿الَّذِينَ آمَنُوا وَهَاجَرُوا وَجَاهَدُوا فِي سَبِيلِ اللَّهِ بِأَمْوَالِهِمْ وَأَنْفُسِهِمْ أَعْظَمُ دَرَجَةً عِنْدَ اللَّهِ وَأُولَئِكَ هُمُ الْفَائِزُونَ ۝٢٠﴾ [التوبة:20] وقال تعالى: ﴿لَا يَسْتَوِي الْقَاعِدُونَ مِنَ الْمُؤْمِنِينَ غَيْرُ أُولِي الضَّرَرِ وَالْمُجَاهِدُونَ فِي سَبِيلِ اللَّهِ بِأَمْوَالِهِمْ وَأَنْفُسِهِمْ فَضَّلَ اللَّهُ الْمُجَاهِدِينَ بِأَمْوَالِهِمْ وَأَنْفُسِهِمْ عَلَى الْقَاعِدِينَ دَرَجَةً وَكُلًّا وَعَدَ اللَّهُ الْحُسْنَى وَفَضَّلَ اللَّهُ الْمُجَاهِدِينَ عَلَى الْقَاعِدِينَ أَجْرًا عَظِيمًا ۝٩٥﴾ [النساء:95] وقال تعالى: ﴿إِنَّ اللَّهَ اشْتَرَى مِنَ الْمُؤْمِنِينَ أَنْفُسَهُمْ وَأَمْوَالَهُمْ بِأَنَّ لَهُمُ الْجَنَّةَ يُقَاتِلُونَ فِي سَبِيلِ اللَّهِ فَيَقْتُلُونَ وَيُقْتَلُونَ وَعْدًا عَلَيْهِ حَقًّا فِي التَّوْرَاةِ وَالْإِنْجِيلِ وَالْقُرْآنِ وَمَنْ أَوْفَى بِعَهْدِهِ مِنَ اللَّهِ فَاسْتَبْشِرُوا بِبَيْعِكُمُ الَّذِي بَايَعْتُمْ بِهِ وَذَلِكَ هُوَ الْفَوْزُ الْعَظِيمُ ۝١١١﴾ [التوبة:111]. وفي هذه الآية ترغيب في الجهاد وقد قال ابن القيم في كتابه حادي الأرواح: "فجعل الله سبحانه هنا الجنة ثمنًا لنفوس المؤمنين وأموالهم. إذا بذلوها فيه استحقوا الثمن. وعقد معهم هذا العقد وأكده بأنواع من التأكيدات:
- أولاً إخبارهم بصيغة الخبر بأداة إن.
- ثانيًا الإخبار بذلك بصيغة الماضي الذي وقع.
- ثالثًا إضافة هذا العقد إلى نفسه سبحانه. وإنه هو الذي اشترى من المبيع.
- رابعًا أنه أخبر بأنه وعد بتسليم هذا الثمن وعدًا لا يخلفه ولا يتركه.
- خامسًا أنه أتى بصيغة (على) التي للوجوب. إعلامًا لعباده بأن ذلك حق عليه. أحقه على نفسه.
- سادسًا أنه أكد ذلك بكونه حقًا عليه.
- سابعًا أنه أخبر عن محل هذا الوعد وأنه في أفضل كتبه المنزلة من السماء وهي التوراة والإنجيل والقرآن.
- ثامنًا إعلامه لعباده بصيغة استفهام الإنكار وأنه لا أحد أوفى بعهده منه سبحانه.
- تاسعًا أنه سبحانه وتعالى أمرهم أن يستبشروا بهذا العقد ويبشر به بعضهم بعضًا. بشارة من قد تم له العقد ولزم بحيث لا يثبت فيه خيار ولا يعرض له ما يفسخه.
- عاشرًا أنه أخبرهم إخبارًا مؤكدًا بأن ذلك البيع الذي بايعوه به هو الفوز العظيم. والبيع هذا ها هنا بمعنى المبلغ الذي أخذوه بهذا الثمن وهو الجنة. وقوله {بَايَعْتُمْ بِهِ} عاوضتم وثامنتم به. ثم ذكر سبحانه أهل هذا العقد الذي وقع العقد وتم لهم دون غيرهم وهم التائبون".[12]

مشهد دخول المسلمين إلى مكة من فيلم الرِّسالة.

وقد جاءت العديد من الأحاديث النبوية في فضل الجهاد وأنه أفضل الأعمال بعد الإيمان بالله، فقد روى البخاري ومسلم عن أبو هريرة أنه قال: سئل رسول الله أي العمل أفضل؟ قال: إيمان بالله ورسوله. قيل: ثم ماذا؟ قال: الجهاد في سبيل الله. قيل: ثم ماذا؟ قال: حج مبرور. وعن ابن مسعود: قال: قلت يا رسول الله أي العمل أحب إلى الله؟ قال: الصلاة على وقتها. قلت: ثم أي؟ قال: بر الوالدين. قلت: ثم أي؟ قال: الجهاد في سبيل الله. وعن أبي ذر الغفاري: قال: قلت: يارسول الله أي الأعمال أفضل؟ قال: الإيمان بالله والجهاد في سبيله.
وقد ذكر النبي أن الجهاد لا يعادله أيًا من الأعمال الأخرى، فأخرج البخاري عن أبي هريرة قال: جاء رجل إلى رسول الله - صلى الله عليه وسلم - فقال: دلني على عمل يعدل الجهاد، قال: «لا أجده» ، قال: «هل تستطيع إذا خرج المجاهد أن تدخل مسجدك، فتقوم ولا تفتر، وتصوم ولا تفطر؟» ، قال: ومن يستطيع ذلك؟ قال أبو هريرة: إن فرس المجاهد ليستن في طوله، فتكتب له حسنات. وعن أبي سعيد الخدري قال: أتى رجل رسول الله فقال: أي الناس أفضل؟ قال: مؤمن يجاهد بنفسه وماله في سبيل الله. قال: ثم من؟ قال: مؤمن في شعب من الشعاب يعبد الله. ويدع الناس من شره.
وأن الخروج في سبيل الله خيرٌ من الدنيا وما فيها، فعن سهل بن سعد قال: قال رسول الله: موضع سوط في الجنة خير من الدنيا وما فيها، ولغدوة في سبيل الله أو روحة خير من الدنيا وما فيها.
وأن الجهاد هو ذروة سنام الإسلام كما جاء في حديث معاذ بن جبل قال: «كنتُ معَ النَّبيِّ صلَّى اللَّهُ علَيهِ وسلَّمَ في سفَرٍ، فأصبَحتُ يومًا قريبًا منهُ ونحنُ نَسيرُ، فقلتُ: يا رسولَ اللَّهِ أخبرني بعمَلٍ يُدخِلُني الجنَّةَ ويباعِدُني من النَّارِ، قالَ: لقد سألتَني عَن عظيمٍ، وإنَّهُ ليسيرٌ على من يسَّرَهُ اللَّهُ علَيهِ، تعبدُ اللَّهَ ولا تشرِكْ بِهِ شيئًا، وتُقيمُ الصَّلاةَ، وتُؤتي الزَّكاةَ، وتصومُ رمضانَ، وتحجُّ البيتَ، ثمَّ قالَ: ألا أدلُّكَ على أبوابِ الخيرِ: الصَّومُ جُنَّةٌ، والصَّدَقةُ تُطفي الخطيئةَ كما يُطفئُ الماءُ النَّارَ، وصلاةُ الرَّجلِ من جوفِ اللَّيلِ قالَ: ثمَّ تلا تَتَجَافَى جُنُوبُهُمْ عَنِ الْمَضَاجِعِ يَدْعُونَ رَبَّهُمْ، حتَّى بلغَ يَعْمَلُونَ، ثمَّ قالَ: ألا أخبرُكَ بِرَأسِ الأَمرِ كلِّهِ وعمودِهِ، وذِروةِ سَنامِهِ؟ قلتُ: بلى يا رسولَ اللَّهِ، قالَ: رأسُ الأمرِ الإسلامُ، وعمودُهُ الصَّلاةُ، وذروةُ سَنامِهِ الجِهادُ، ثمَّ قالَ: ألا أخبرُكَ بملاكِ ذلِكَ كلِّهِ ؟ قُلتُ: بلَى يا رسولَ اللَّهِ، قال: فأخذَ بلِسانِهِ قالَ: كُفَّ عليكَ هذا، فقُلتُ: يا نبيَّ اللَّهِ، وإنَّا لمؤاخَذونَ بما نتَكَلَّمُ بِهِ؟ فقالَ: ثَكِلَتكَ أمُّكَ يا معاذُ، وَهَل يَكُبُّ النَّاسَ في النَّارِ على وجوهِهِم أو على مَناخرِهِم إلَّا حَصائدُ ألسنتِهِم.»
وأن جهز غازيًا أو خلفه بخير فله أجره، فعن زيد بن خالد، أن رسول الله ﷺ قال: «من جهز غازيًا في سبيل الله فقد غزا، ومن خلف غازيًا في سبيل الله بخير فقد غزا».

### فضل الرباط
الرباط في سبيل الله هو عمل من أعمال الجهاد، مختص بحراسة المسلمين في الثغور، وملازمتها لذلك. وهو من أفضل العبادات، والأجر فيه على قدر الخوف في ذلك الثغر، وحاجة من فيه من المسلمين إلى ذلك. قال تعالى: ﴿وَأَعِدُّوا لَهُمْ مَا اسْتَطَعْتُمْ مِنْ قُوَّةٍ وَمِنْ رِبَاطِ الْخَيْلِ تُرْهِبُونَ بِهِ عَدُوَّ اللَّهِ وَعَدُوَّكُمْ وَآخَرِينَ مِنْ دُونِهِمْ لَا تَعْلَمُونَهُمُ اللَّهُ يَعْلَمُهُمْ وَمَا تُنْفِقُوا مِنْ شَيْءٍ فِي سَبِيلِ اللَّهِ يُوَفَّ إِلَيْكُمْ وَأَنْتُمْ لَا تُظْلَمُونَ ۝٦٠﴾ [الأنفال:60]، وقال: ﴿يَا أَيُّهَا الَّذِينَ آمَنُوا اصْبِرُوا وَصَابِرُوا وَرَابِطُوا وَاتَّقُوا اللَّهَ لَعَلَّكُمْ تُفْلِحُونَ ۝٢٠٠﴾ [آل عمران:200] وعن سهل بن سعد: «أن رسول الله ﷺ  قال: رِبَاطُ يَوْمٍ فِي سَبِيلِ اللَّهِ خَيْرٌ مِنَ الدُّنْيَا وَمَا عَلَيْهَا، وَمَوْضِعُ سَوْطِ أَحَدِكُمْ مِنَ الْجَنَّةِ خَيْرٌ مِنَ الدُّنْيَا وَمَا عَلَيْهَا، وَالرَّوْحَةُ يَرُوحُهَا الْعَبْدُ فِي سَبِيلِ اللَّهِ، أَوِ الْغَدْوَةُ، خَيْرٌ مِنَ الدُّنْيَا وَمَا عَلَيْهَا.»، وعن سلمان الفارسي قال: «سمعت رسول الله  يقول: رباط يوم وليلة. خير من صيام شهر وقيامه. ومن مات فيه وقي فتنة القبر، ونمي له عمله إلى يوم القيامة.»، وعن ابن عباس قال: «سمعت رسول الله صلى الله عليه وسلم يقول: عينان لا تمسهما النار عين بكت من خشية الله وعين باتت تحرس في سبيل الله.».

### فضل المجاهد إذا قُتل في سبيل الله

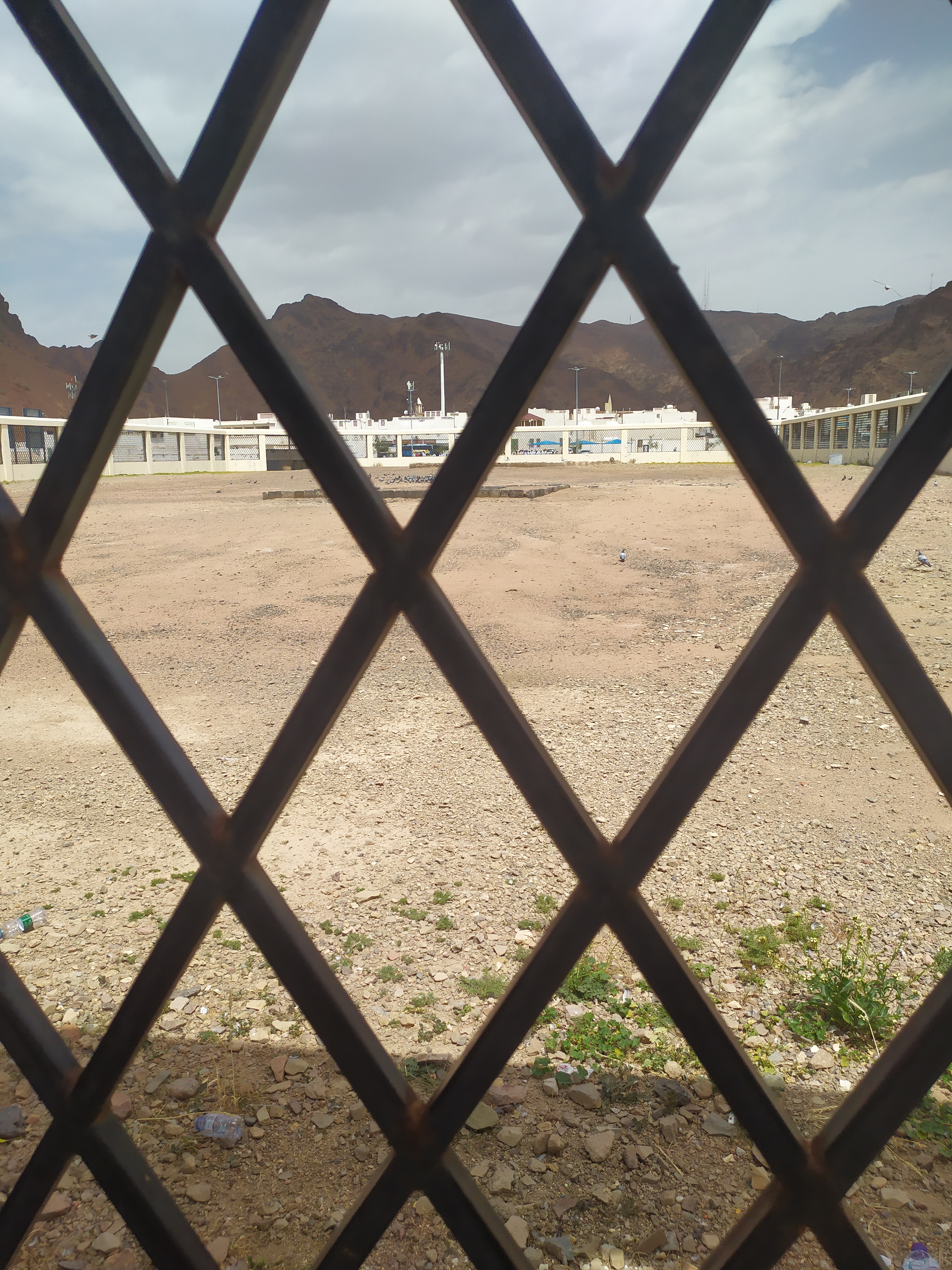
مقبرة شهداء غزوة أحد في المدينة المنورة

للشهيد في سبيل الله العديد من الأفضال في الإسلام، وأن المجاهد إذا قُتل في سبيل الله، فهو شهيد وأجره الجنة، قال تعالى: ﴿وَلَا تَحْسَبَنَّ الَّذِينَ قُتِلُوا فِي سَبِيلِ اللَّهِ أَمْوَاتًا بَلْ أَحْيَاءٌ عِنْدَ رَبِّهِمْ يُرْزَقُونَ ۝١٦٩ فَرِحِينَ بِمَا آتَاهُمُ اللَّهُ مِنْ فَضْلِهِ وَيَسْتَبْشِرُونَ بِالَّذِينَ لَمْ يَلْحَقُوا بِهِمْ مِنْ خَلْفِهِمْ أَلَّا خَوْفٌ عَلَيْهِمْ وَلَا هُمْ يَحْزَنُونَ ۝١٧٠ يَسْتَبْشِرُونَ بِنِعْمَةٍ مِنَ اللَّهِ وَفَضْلٍ وَأَنَّ اللَّهَ لَا يُضِيعُ أَجْرَ الْمُؤْمِنِينَ ۝١٧١﴾ [آل عمران:169–171] وقال أيضًا: ﴿فَلْيُقَاتِلْ فِي سَبِيلِ اللَّهِ الَّذِينَ يَشْرُونَ الْحَيَاةَ الدُّنْيَا بِالْآخِرَةِ وَمَنْ يُقَاتِلْ فِي سَبِيلِ اللَّهِ فَيُقْتَلْ أَوْ يَغْلِبْ فَسَوْفَ نُؤْتِيهِ أَجْرًا عَظِيمًا ۝٧٤﴾ [النساء:74] وأخرج مسلم عن أبي هريرة قال: قال رسول الله ﷺ: «تضمن الله لمن خرج في سبيله، لا يخرجه إلا جهاد في سبيلي، وإيمان بي، وتصديق برسلي، فهو علي ضامن أن أدخله الجنة، أو أرجعه إلى مسكنه الذي خرج منه نائلًا ما نال من أجر أو غنيمة. والذي نفس محمد بيده! ما من كلم يكلم في سبيل الله، إلا جاء يوم القيامة كهيئته حين كلم، لونه لون دم، وريحه ريح مسك، والذي نفس محمد بيده! لولا أن يشق على المسلمين؛ ما قعدت خلاف سرية تغزو في سبيل الله أبدًا، ولكن لا أجد سعة فأحملهم، ولا يجدون سعة، ويشق عليهم أن يتخلفوا عني، والذي نفس محمد بيده! لوددت أني أغزو في سبيل الله فأقتل، ثم أغزو فأقتل، ثم أغزو فأقتل».

### فضل الجهاد بالمال
الجهاد بالمال قرين الجهاد بالنفس في آيات القرآن. وحث القرآن على الجهاد بالنفس والمال والإنفاق على تجهيز الجهاد في سبيل الله، وجعل من مصارف الزكاة إنفاقها "في سبيل الله"، قال تعالى: ﴿الَّذِينَ آمَنُوا وَهَاجَرُوا وَجَاهَدُوا فِي سَبِيلِ اللَّهِ بِأَمْوَالِهِمْ وَأَنْفُسِهِمْ أَعْظَمُ دَرَجَةً عِنْدَ اللَّهِ وَأُولَئِكَ هُمُ الْفَائِزُونَ ۝٢٠﴾ [التوبة:20] وقال: ﴿وَأَنْفِقُوا فِي سَبِيلِ اللَّهِ وَلَا تُلْقُوا بِأَيْدِيكُمْ إِلَى التَّهْلُكَةِ وَأَحْسِنُوا إِنَّ اللَّهَ يُحِبُّ الْمُحْسِنِينَ ۝١٩٥﴾ [البقرة:195] قال ابن عباس عن هذه الآية: معناه: لا تمسكوا عن الإنفاق في سبيل الله فتهلكوا. إن لم يجد الرجل شيئًا إلا مشقصًا فليجهز به في سبيل الله، ولا تقولن: لا أجد شيئًا، وقد هلكت.
وروى أبو داود عَنْ أَنَسٍ أَنَّ النَّبِيَّ صَلَّى اللَّهُ عَلَيْهِ وَسَلَّمَ قَالَ: جَاهِدُوا الْمُشْرِكِينَ بِأَمْوَالِكُمْ وَأَنْفُسِكُمْ وَأَلْسِنَتِكُمْ. وقال الشوكاني: "فيه دليل على وجوب المجاهدة للكفار بالأموال والأيدي والألسن. وقد ثبت الأمر القرآني بالجهاد بالأنفس والأموال في مواضع، وظاهر الأمر الوجوب".
كما أن النفقة في سبيل الله من أفضل الصدقات، وقد وعد الله تعالى صاحبها ثواباً جزيلاً، فقال: ﴿مَثَلُ الَّذِينَ يُنْفِقُونَ أَمْوَالَهُمْ فِي سَبِيلِ اللَّهِ كَمَثَلِ حَبَّةٍ أَنْبَتَتْ سَبْعَ سَنَابِلَ فِي كُلِّ سُنْبُلَةٍ مِائَةُ حَبَّةٍ وَاللَّهُ يُضَاعِفُ لِمَنْ يَشَاءُ وَاللَّهُ وَاسِعٌ عَلِيمٌ ۝٢٦١﴾ [البقرة:261] قال السعدي: "مثل الذين ينفقون أموالهم في سبيل الله" أي: في طاعته ومرضاته، وأولاها إنفاقها في الجهاد في سبيله.

### فضل الجهاد باللسان
الجهاد باللسان كالأمر بالمعروف، والنهي عن المنكر، والدعوة إلى الله، وزجر أهل الباطل، والإغلاظ عليهم، وما أشبه ذلك، مما يجب إبراء القول فيه. فإن كلمة الحق من الجهاد كما جاء في جامع الترمذي، عن أبي سعيد الخدري، أن النبي قال: «إن من أعظم الجهاد كلمة عدل عند سلطان جائر.». وأفضل الشهداء من مات في سبيل الأمر بالحق والعدل، فعن جابر عن النبي قال: «سيد الشهداء حمزة بن عبد المطلب، ورجل قال إلى إمام جائر فأمره ونهاه فقتله». وعن عبد الله بن مسعود، أن النبي قال:ما كان من نبي إلا كان له حواريون يهدون بهديه، ويستنون بسنته، ثم يكون من بعدهم خلوف يقولون ما لا يفعلون، ويعملون ما تنكرون، من جاهدهم بيده فهو مؤمن، ومن جاهدهم بلسانه فهو مؤمن، ومن جاهدهم بقلبه فهو مؤمن، ليس وراء ذلك من الإيمان حبة خردل.».
كما أن جهاد المنافقين يكون باللسان، لأن النبي لم يؤمر بقتلهم؛ لما كانوا يظهرونه من الإسلام، قال ابن عباس: «جاهد الكفار بالسيف، والمنافقين باللسان» قال تعالى: ﴿يَا أَيُّهَا النَّبِيُّ جَاهِدِ الْكُفَّارَ وَالْمُنَافِقِينَ وَاغْلُظْ عَلَيْهِمْ وَمَأْوَاهُمْ جَهَنَّمُ وَبِئْسَ الْمَصِيرُ ۝٩﴾ [التحريم:9].

## نشأة الجهاد

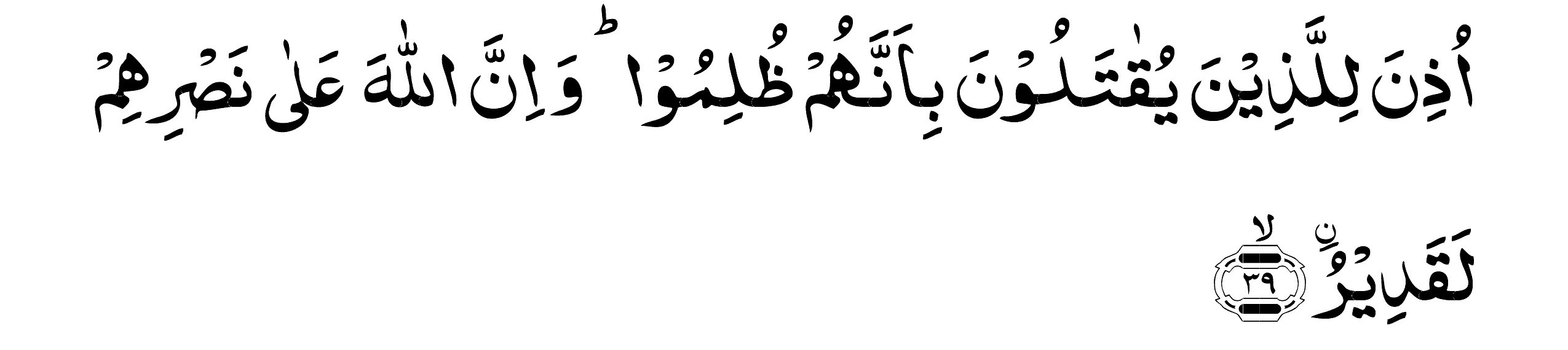
الآية 39 من سورة الحج.

فرض الجهاد في السنة الثانية من الهجرة، بعدما أصبح للمسلمين شوكة، استأذن الصحابة النبي في قتال الكفار إذ آذوهم بمكة، فأنزل الله ﴿إِنَّ اللَّهَ يُدَافِعُ عَنِ الَّذِينَ آمَنُوا إِنَّ اللَّهَ لَا يُحِبُّ كُلَّ خَوَّانٍ كَفُورٍ ۝٣٨ أُذِنَ لِلَّذِينَ يُقَاتَلُونَ بِأَنَّهُمْ ظُلِمُوا وَإِنَّ اللَّهَ عَلَى نَصْرِهِمْ لَقَدِيرٌ ۝٣٩ الَّذِينَ أُخْرِجُوا مِنْ دِيَارِهِمْ بِغَيْرِ حَقٍّ إِلَّا أَنْ يَقُولُوا رَبُّنَا اللَّهُ وَلَوْلَا دَفْعُ اللَّهِ النَّاسَ بَعْضَهُمْ بِبَعْضٍ لَهُدِّمَتْ صَوَامِعُ وَبِيَعٌ وَصَلَوَاتٌ وَمَسَاجِدُ يُذْكَرُ فِيهَا اسْمُ اللَّهِ كَثِيرًا وَلَيَنْصُرَنَّ اللَّهُ مَنْ يَنْصُرُهُ إِنَّ اللَّهَ لَقَوِيٌّ عَزِيزٌ ۝٤٠﴾ [الحج:38–40]. فأذن الله لهم بالقتال بنزول هذه الآيات. فهذه أول آية نزلت في الجهاد، ثم بعد ذلك نزلت الآية الأخرى وأذن الله لهم بالقتال لكن قتال الدفع، يقاتل من قاتله ولا يبدؤهم بقتال، ولا يهجم عليهم بالقتال.

وقد مرَّ الأمر بالجهاد بمراحل بحسب الحال الذي كانت عليه أمة الإسلام، يقول ابن قيم الجوزية:
| جهاد | أول ما أوحى إليه ربه تبارك وتعالى أن يقرأ باسم ربه الذي خلق وذلك أول نبوته فأمره أن يقرأ في نفسه ولم يأمره إذ ذاك بتبليغ، ثم أنزل عليه ﴿يَا أَيُّهَا الْمُدَّثِّرُ ۝١ قُمْ فَأَنْذِرْ ۝٢﴾ [المدثر:1–2] فنبأه بقوله ﴿اقْرَأْ بِاسْمِ رَبِّكَ الَّذِي خَلَقَ ۝١﴾ [العلق:1] وأرسله بـ﴿يَا أَيُّهَا الْمُدَّثِّرُ ۝١﴾ [المدثر:1]. ثم أمره أن ينذر عشيرته الأقربين، ثم أنذر قومه، ثم أنذر من حولهم من العرب، ثم أنذر العرب قاطبة، ثم أنذر العالمين، فأقام بضع عشرة سنة بعد نبوته ينذر بالدعوة بغير قتال ولا جزية ويؤمر بالكف والصبر والصفح. ثم أذن له في الهجرة، وأذن له في القتال. ثم أمره أن يقاتل من قاتله ويكف عمن اعتزله ولم يقاتله. ثم أمره بقتال المشركين حتى يكون الدين كله له. ثم كان الكفار معه بعد الأمر بالجهاد ثلاثة أقسام: أهل صلح وهدنة، وأهل حرب، وأهل ذمة. فأمر أن يقيم لأهل العهد والصلح بعهدهم، وأن يوفي لهم به ما استقاموا على العهد، فإن خاف منهم خيانة نبذ إليهم عهدهم ولم يقاتلهم حتى يعلمهم بنبذ العهد، وأمر أن يقاتل من نقض عهده. ولما نزلت سورة براءة نزلت ببيان هذه الأقسام كلها، فأمره فيها أن يقاتل عدوه من أهل الكتاب حتى يعطوا الجزية أو يدخلوا في الإسلام، وأمره فيها بجهاد الكفار والمنافقين والغلظة عليهم؛ فجاهد الكفار بالسيف والسنان، والمنافقين بالحجة واللسان. | جهاد |

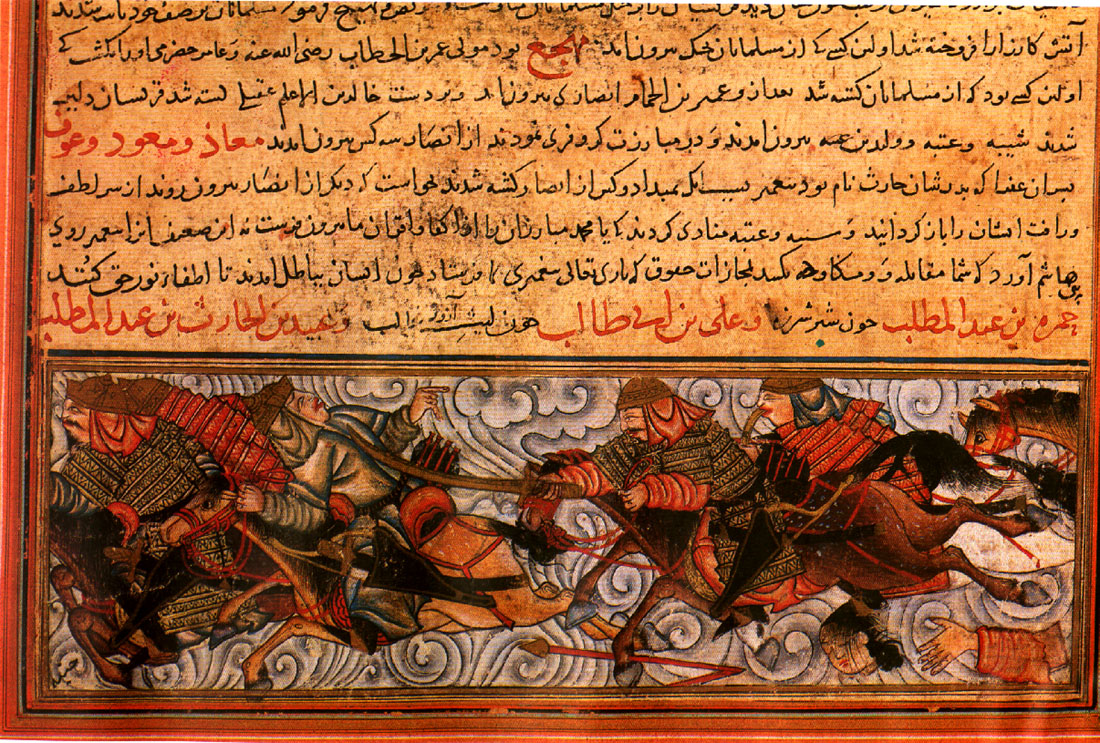
رسم فارسي يصور غزوة بدر

ويقول عبد العزيز الراجحي أن الأمر بالجهاد كان تدريجيًا على أربع مراحل:
- الطور الأول: أنهم منهيون عن الجهاد في مكة.
- والطور الثاني بعد الهجرة أذن ورخص في جهاد الدفع. وهو إباحة القتال في سبيل الله دون أن يفرض.
- أما الطور الثالث: الأمر بقتال من قاتل المسلمين من الكفار والكف عمن كف عن قتالهم. أي الأمر بجهاد الدفع. قال تعالى: ﴿وَاقْتُلُوهُمْ حَيْثُ ثَقِفْتُمُوهُمْ وَأَخْرِجُوهُمْ مِنْ حَيْثُ أَخْرَجُوكُمْ وَالْفِتْنَةُ أَشَدُّ مِنَ الْقَتْلِ وَلَا تُقَاتِلُوهُمْ عِنْدَ الْمَسْجِدِ الْحَرَامِ حَتَّى يُقَاتِلُوكُمْ فِيهِ فَإِنْ قَاتَلُوكُمْ فَاقْتُلُوهُمْ كَذَلِكَ جَزَاءُ الْكَافِرِينَ ۝١٩١﴾ [البقرة:191].
- ثم جاء الطور الرابع في الجهاد: وهو أن الله أمر بالقتال طلبًا ودفعًا، فأنزل قوله تعالى: ﴿وَقَاتِلُوا الْمُشْرِكِينَ كَافَّةً كَمَا يُقَاتِلُونَكُمْ كَافَّةً وَاعْلَمُوا أَنَّ اللَّهَ مَعَ الْمُتَّقِينَ ۝٣٦﴾ [التوبة:36]وأنزل سبحانه آية السيف: ﴿فَإِذَا انْسَلَخَ الْأَشْهُرُ الْحُرُمُ فَاقْتُلُوا الْمُشْرِكِينَ حَيْثُ وَجَدْتُمُوهُمْ وَخُذُوهُمْ وَاحْصُرُوهُمْ وَاقْعُدُوا لَهُمْ كُلَّ مَرْصَدٍ﴾ [التوبة:5].

## أحكام الجهاد

### الباعث على الجهاد

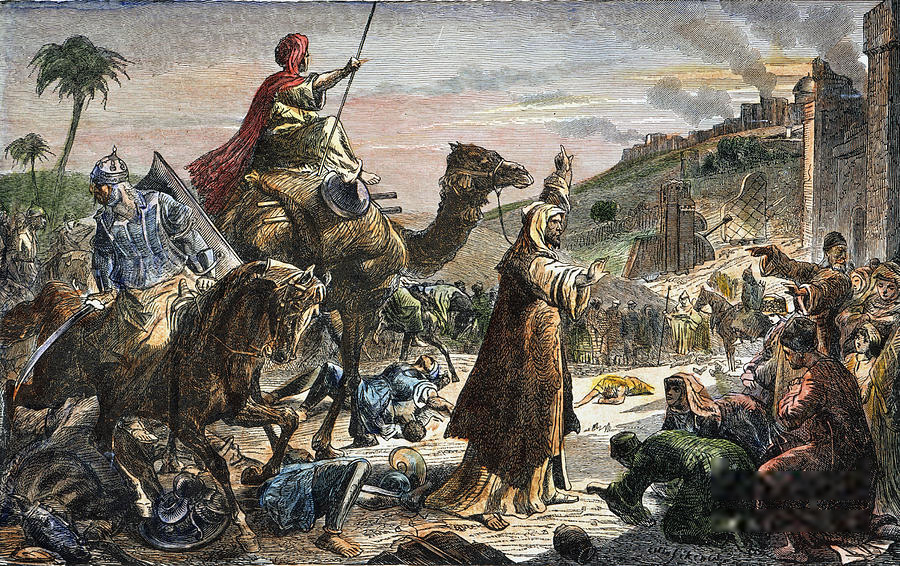
رسم تخيُّلي للمُسلمين يدخلون بيت المقدس (إيلياء في حينها).

الغاية من الجهاد في سبيل الله أما أن تكون دفع العدو ورد بأسه كما في جهاد الدفع كما في قول تعالى: ﴿وَقَاتِلُوا فِي سَبِيلِ اللَّهِ الَّذِينَ يُقَاتِلُونَكُمْ وَلَا تَعْتَدُوا إِنَّ اللَّهَ لَا يُحِبُّ الْمُعْتَدِينَ ۝١٩٠ وَاقْتُلُوهُمْ حَيْثُ ثَقِفْتُمُوهُمْ وَأَخْرِجُوهُمْ مِنْ حَيْثُ أَخْرَجُوكُمْ وَالْفِتْنَةُ أَشَدُّ مِنَ الْقَتْلِ وَلَا تُقَاتِلُوهُمْ عِنْدَ الْمَسْجِدِ الْحَرَامِ حَتَّى يُقَاتِلُوكُمْ فِيهِ فَإِنْ قَاتَلُوكُمْ فَاقْتُلُوهُمْ كَذَلِكَ جَزَاءُ الْكَافِرِينَ ۝١٩١ فَإِنِ انْتَهَوْا فَإِنَّ اللَّهَ غَفُورٌ رَحِيمٌ ۝١٩٢﴾ أو نصرة المستضعفين ورفع الظلم وإعلاء كلمة الله كما في جهاد الطلب، كما قال الله تعالى: ﴿وَمَا لَكُمْ لَا تُقَاتِلُونَ فِي سَبِيلِ اللَّهِ وَالْمُسْتَضْعَفِينَ مِنَ الرِّجَالِ وَالنِّسَاءِ وَالْوِلْدَانِ الَّذِينَ يَقُولُونَ رَبَّنَا أَخْرِجْنَا مِنْ هَذِهِ الْقَرْيَةِ الظَّالِمِ أَهْلُهَا وَاجْعَلْ لَنَا مِنْ لَدُنْكَ وَلِيًّا وَاجْعَلْ لَنَا مِنْ لَدُنْكَ نَصِيرًا ۝٧٥﴾ [النساء:75].
وسبيل الله هي التي وضحها الرسول فيما رواه البخاري عن أبي موسى الأشعري قال: «جاء رجل إلى النبي صلى الله عليه وسلم فقال: الرجل يقاتل للمغنم، والرجل يقاتل للذكر، والرجل يقاتل ليرى مكانه، فمن في سبيل الله؟ قال: "من قاتل لتكون كلمة الله هي العليا فهو في سبيل الله".» وكلمة الله هي الإسلام والدعوة إليه، ونشر الحق والعدل، ودفع الظلم، ورد العدوان، قال الله تعالى: ﴿أُذِنَ لِلَّذِينَ يُقَاتَلُونَ بِأَنَّهُمْ ظُلِمُوا وَإِنَّ اللَّهَ عَلَى نَصْرِهِمْ لَقَدِيرٌ ۝٣٩ الَّذِينَ أُخْرِجُوا مِنْ دِيَارِهِمْ بِغَيْرِ حَقٍّ إِلَّا أَنْ يَقُولُوا رَبُّنَا اللَّهُ وَلَوْلَا دَفْعُ اللَّهِ النَّاسَ بَعْضَهُمْ بِبَعْضٍ لَهُدِّمَتْ صَوَامِعُ وَبِيَعٌ وَصَلَوَاتٌ وَمَسَاجِدُ يُذْكَرُ فِيهَا اسْمُ اللَّهِ كَثِيرًا وَلَيَنْصُرَنَّ اللَّهُ مَنْ يَنْصُرُهُ إِنَّ اللَّهَ لَقَوِيٌّ عَزِيزٌ ۝٤٠﴾ [الحج:39–40]، فهذه الآية صريحة في القتال لأجل دفع الظلم ولأجل أن لا تهدم دور العبادة حتى لا تكون فتنة ويكون الدين كله لله، قال تعالى: ﴿وَقَاتِلُوهُمْ حَتَّى لَا تَكُونَ فِتْنَةٌ وَيَكُونَ الدِّينُ لِلَّهِ فَإِنِ انْتَهَوْا فَلَا عُدْوَانَ إِلَّا عَلَى الظَّالِمِينَ ۝١٩٣﴾ [البقرة:193].
يقول محمد أبو زهرة: "الباعث على الحرب في الإسلام أمران: دفع الاعتداء وتأمين الدعوة الإسلامية لأنها دعوة الحق، وكل مبدأ سام يتجه إلى الدفاع عن الحرية الشخصية، يهم الداعي إليه أن تخلو له وجوه الناس، وأن يكون كل امرئ حرًا فيما يعتقد، يختار من المذاهب ما يراه بحرية كاملة، ويختار ما يراه أصلح وأقرب إلى عقله، وقد قاتل النبي صلى الله عليه وسلم لهذين الأمرين".

### حكم الجهاد
ينقسم الجهاد من حيث السبب إلى: جهاد الطلب وهو طلب العدو في أماكنهم وابتداؤهم بالقتال ولتكون كلمة الله هي العليا. وجهاد الدفع وهو دفع العدو عن بلاد المسلمين. فهو فرض على الكفاية. وجهاد الدفع، إن كان النفير عامًا، كأن هجم العدو على أرض المسلمين، فالجهاد فرض عين على كل قادر من المسلمين.

#### جهاد الطلب
أما جهاد الطلب، فحكمه أنه فرض على الكفاية، إن لم يكن النفير عامًا، متى قام به بعضهم سقط عن الباقين. ومعناه أنه يفترض على جميع من هو أهل للجهاد، لكن إذا قام به البعض سقط عن الباقين، لقوله عز وجل: ﴿لَا يَسْتَوِي الْقَاعِدُونَ مِنَ الْمُؤْمِنِينَ غَيْرُ أُولِي الضَّرَرِ وَالْمُجَاهِدُونَ فِي سَبِيلِ اللَّهِ بِأَمْوَالِهِمْ وَأَنْفُسِهِمْ فَضَّلَ اللَّهُ الْمُجَاهِدِينَ بِأَمْوَالِهِمْ وَأَنْفُسِهِمْ عَلَى الْقَاعِدِينَ دَرَجَةً وَكُلًّا وَعَدَ اللَّهُ الْحُسْنَى وَفَضَّلَ اللَّهُ الْمُجَاهِدِينَ عَلَى الْقَاعِدِينَ أَجْرًا عَظِيمًا ۝٩٥﴾ [النساء:95] قال الزيلعي: "وهو فرض كفاية ابتداء.. يعني يجب علينا أن نبدأهم بالقتال وإن لم يقاتلونا.. وعليه إجماع الأمة". ولا يجوز للمرأة الاشتراك في الجهاد إلا بإذن زوجها؛ لأن القيام بحقوق الزوجية فرض عين، كما لا يجوز الجهاد للولد بدون إذن أبويه أو أحدهما إذا كان الآخر ميتًا؛ لأن بر الوالدين فرض عين، فيكون مقدما على فرض الكفاية. وصحَّ عن النبي خروجه في بعض الغزوات وقعوده في البعض الآخر وأنه كان يؤمر غيره على الغزوة، أو السرية، ولم يكن يخرج أصحابه، بل بعضهم ولو كان الجهاد فرض عين ما قعد رسول الله - صلى الله عليه وسلم - عن الغزو، ولما أذن لأحد من أصحابه في القعود عن الجهاد.

#### جهاد الدفع
أما في جهاد الدفع، إن كان النفير عامًا، كأن هجم العدو على أرض المسلمين، فالجهاد فرض عين على كل قادر من المسلمين. فإذا عم النفير خرجت المرأة بغير إذن زوجها، وجاز للولد أن يخرج بدون إذن والديه. ويصبح الجهاد فرض عين على المسلم القادر في ثلاث حالات:
1. إذا التقى الزحفان وتقابل الصفان، حرم على من حضر الانصراف وتعين عليه المقام، لقوله تعالى: ﴿يَا أَيُّهَا الَّذِينَ آمَنُوا إِذَا لَقِيتُمْ فِئَةً فَاثْبُتُوا وَاذْكُرُوا اللَّهَ كَثِيرًا لَعَلَّكُمْ تُفْلِحُونَ ۝٤٥﴾ [الأنفال:45]
2. إذا نزل الكفار ببلد، تعين على أهله قتالهم ودفعهم. قال الجصاص: «ومعلوم في اعتقاد جميع المسلمين أنه إذا خاف أهل الثغور من العدو ولم تكن فيهم مقاومة لهم فخافوا على بلادهم وأنفسهم وذراريهم أن الفرض على كافة الأمة أن ينفر إليهم من يكف عاديتهم عن المسلمين وهذا لا خلاف فيه بين الأمة.».[2]
3. إذا استنفر الإمام قومًا، لزمهم النفير معه، لقول الله تعالى: ﴿يَا أَيُّهَا الَّذِينَ آمَنُوا مَا لَكُمْ إِذَا قِيلَ لَكُمُ انْفِرُوا فِي سَبِيلِ اللَّهِ اثَّاقَلْتُمْ إِلَى الْأَرْضِ أَرَضِيتُمْ بِالْحَيَاةِ الدُّنْيَا مِنَ الْآخِرَةِ فَمَا مَتَاعُ الْحَيَاةِ الدُّنْيَا فِي الْآخِرَةِ إِلَّا قَلِيلٌ ۝٣٨﴾ [التوبة:38]

وفي حالة أن الجهاد أصبح فرض عين، يُشترط لوجوب الجهاد على المسلم سبعة شروط وهي: الإسلام، والبلوغ، والعقل، والحرية، والذكورة، والسلامة من الضرر، ووجود النفقة. فأما الإسلام والبلوغ والعقل فهي شروط لوجوب سائر الفروع الشرعية. وأما الحرية؛ فلأن النبي كان يبايع الحر على الإسلام والجهاد، ويبايع العبد على الإسلام دون الجهاد. يفترض الجهاد على القادر عليه، فمن لا قدرة له لا جهاد عليه، فلا يطالب بالجهاد: الأعمى، والأعرج، والمريض مرضًا مزمنًا أو غيره فلقوله تعالى: ﴿لَيْسَ عَلَى الْأَعْمَى حَرَجٌ وَلَا عَلَى الْأَعْرَجِ حَرَجٌ وَلَا عَلَى الْمَرِيضِ حَرَجٌ﴾ [النور:61] وأما وجود النفقة فلقوله تعالى: ﴿لَيْسَ عَلَى الضُّعَفَاءِ وَلَا عَلَى الْمَرْضَى وَلَا عَلَى الَّذِينَ لَا يَجِدُونَ مَا يُنْفِقُونَ حَرَجٌ إِذَا نَصَحُوا لِلَّهِ وَرَسُولِهِ مَا عَلَى الْمُحْسِنِينَ مِنْ سَبِيلٍ وَاللَّهُ غَفُورٌ رَحِيمٌ ۝٩١﴾ [التوبة:91].

### أحكام القتال

#### الإعداد
أمر الله المسلمين بالإعداد للحهاد على الدوام والنفقة في سبيل ذلك. قال الله:﴿وَأَعِدُّوا لَهُمْ مَا اسْتَطَعْتُمْ مِنْ قُوَّةٍ وَمِنْ رِبَاطِ الْخَيْلِ تُرْهِبُونَ بِهِ عَدُوَّ اللَّهِ وَعَدُوَّكُمْ وَآخَرِينَ مِنْ دُونِهِمْ لَا تَعْلَمُونَهُمُ اللَّهُ يَعْلَمُهُمْ وَمَا تُنْفِقُوا مِنْ شَيْءٍ فِي سَبِيلِ اللَّهِ يُوَفَّ إِلَيْكُمْ وَأَنْتُمْ لَا تُظْلَمُونَ ۝٦٠﴾ [الأنفال:60] فأمر المسلمين أن يعدوا للكفار ما يمكنهم من آلة وعدة وقوة، والمراد بالقوة: ما يكون سببًا لحصول القوة مثل أنواع الأسلحة المختلفة، وقد رُوي أنه النبي قرأ هذه الآية على المنبر وقال: "ألا إن القوة الرمي" قالها ثلاثًا. ومعنى الآية عامٌ في كل ما يتقوى به على حرب العدو، وكل ما هو آلة للغزو والجهاد فهو من جملة القوة، وهذه الآية تدل على أن الاستعداد للجهاد بالنبل والسلاح وتعليم الفروسية والرمي فريضة من فروض الكفايات. وذلك أن الكفار إذا علموا كون المسلمين متأهبين للجهاد ومستعدين له مستكملين لجميع الأسلحة والآلات خافوهم. والمنافقون إذا شاهدوا قوة المسلمين وكثرة آلاتهم وأدواتهم انقطع عنهم طمعهم من أن يصيروا مغلوبين.

#### إبلاغ الدعوة

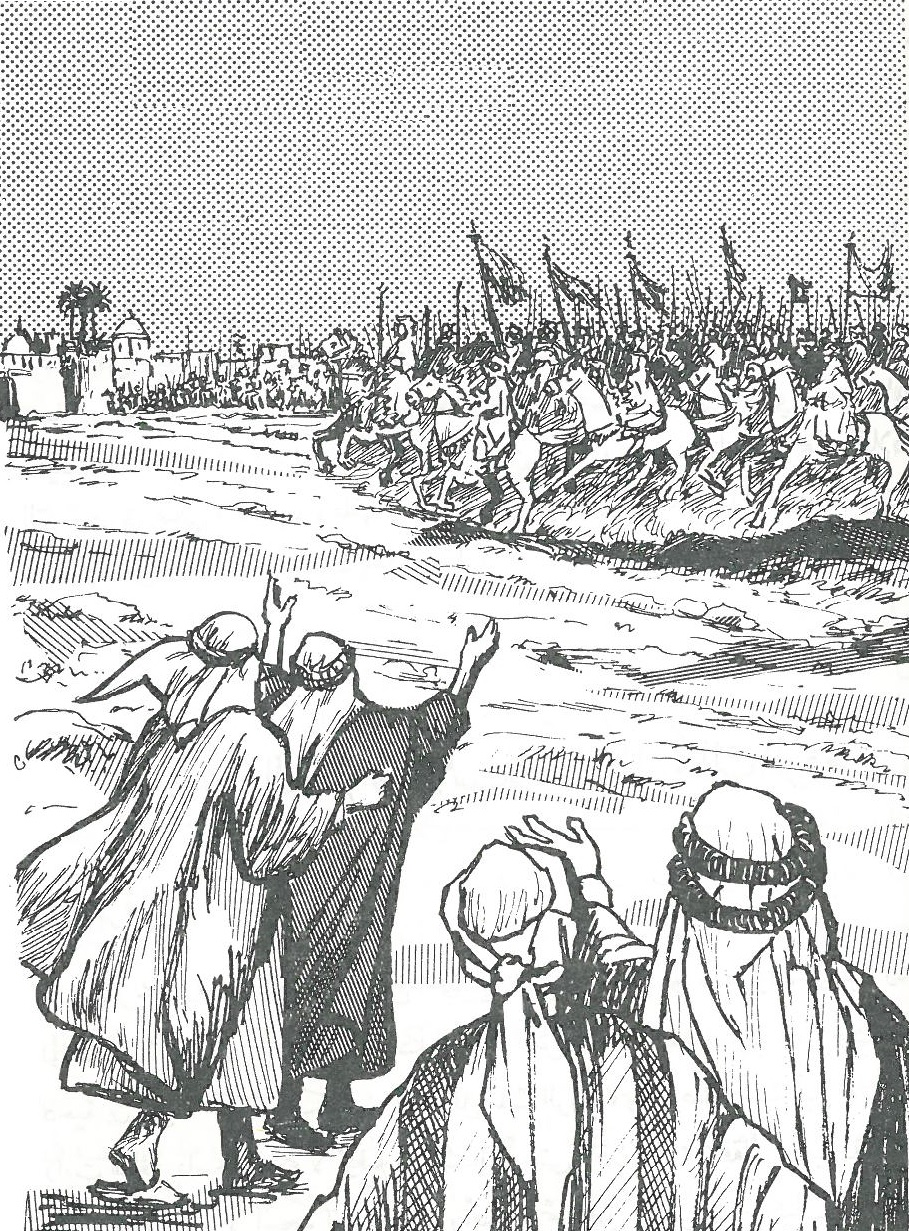
رسم تخيلي لوصول الجيش المسلمين إلى خيبر في غزوة خيبر، كما ورد في كتاب تاريخنا بأصول قصصية، الذي نُشر عام 1935.

قبل البدء بالقتال في حالة جهاد الطلب؛ يستحب إنذار العدو بإعلان الجهاد أو إبلاغ الدعوة الإسلامية. واختلف الفقهاء في حكم إبلاغ الدعوة على ثلاثة آراء:
- الأول: يجب قبل القتال تقديم الدعوة الإسلامية مطلقًا، أي سواء بلغت الدعوة العدو أم لا، وهو قول المالكية لقوله تعالى: ﴿سَتُدْعَوْنَ إِلَى قَوْمٍ أُولِي بَأْسٍ شَدِيدٍ تُقَاتِلُونَهُمْ أَوْ يُسْلِمُونَ﴾ [الفتح:16]
- الثاني: لا يجب ذلك مطلقًا، وهو رأي قوم كالحنابلة.
- الثالث: تجب الدعوة لمن لم يبلغهم الإسلام، فإن انتشر الإسلام، وظهر كل الظهور، وعرف الناس لماذا يدعون، وعلى ماذا يقاتلون، فالدعوة مستحبة تأكيدًا للإعلام والإنذار، وليست بواجبة، وهذا رأي جمهور الفقهاء والشيعة الإمامية والإباضية. قال ابن المنذر: هو قول جمهور أهل العلم، وقد تظاهرت الأحاديث الصحيحة على معناه، وبه يجمع بين ما ظاهره الاختلاف من الأحاديث. فمن الأحاديث التي توجب الإبلاغ: ما روي عن ابن عباس، قال: «ما قاتل رسول الله صلى الله عليه وسلم قوما قط إلا دعاهم».[44] وفي الحديث: «كان رسول الله صلى الله عليه وسلم إذا أمر أميرًا على جيش أو سرية أوصاه في خاصيته بتقوى الله ومن معه من المسلمين خيرا .. ثم قال: وإذا لقيت عدوك من المشركين فادعهم إلى ثلاث خصال (أو خلال)، فأيتهن ما أجابوك فاقبل منهم وكف عنهم، ثم ادعهم إلى الإسلام، فإن أجابوك فاقبل منهم وكف عنهم، ثم ادعهم إلى التحول من دارهم إلى دار المهاجرين، وأخبرهم أنهم إن فعلوا ذلك فلهم ما للمهاجرين وعليهم ما على المهاجرين، فإن أبوا أن يتحولوا منها، فأخبرهم أنهم يكونون كأعراب المسلمين، يجري عليهم حكم الله الذي يجري على المؤمنين، ولا يكون لهم في الغنيمة والفيء شيء إلا أن يجاهدوا مع المسلمين، فإن هم أبوا فسلهم الجزية، فإن أجابوك فاقبل منهم وكف عنهم، وإن أبوا فاستعن بالله عليهم وقاتلهم».[45] ومن الأحاديث التي لا توجب الإبلاغ أو الدعوة إلى الإسلام ما روي عن عبد الرحمن بن عوف أن رسول الله أغار على بني المصطلق وهم غافلون وأنعامهم تسقى على الماء، فقتل مقاتلتهم وسبى سبيهم.[44]

#### من يجوز قتاله ومن لا يجوز
في فقه الجهاد الإسلامي؛ لا يجوز قتال المستأمنين أو المعاهدين أو أهل الذمة: لأن دماء هؤلاء معصومة مصونة، وقد حرم الشرع قتلهم. أما إذا قاتلوا المسلمين فيجوز قتل المقاتلة الذين يشتركون في الحرب برأي أو تدبير أو قتال.
كذلك لا يجوز قتل غير المقاتلة من امرأة أو صبي أو مجنون أو شيخ هرم، أو مريض مقعد، أو أشل، أو أعمى، أو مقطوع اليد والرجل من خلاف أو مقطوع اليد اليمنى، أو معتوه، أو راهب في صومعته، أو قوم في دار أو كنيسة ترهبوا، والعجزة عن القتال، والفلاحين في حرثهم إلا إذا قاتلوا بقول أو فعل أو رأي أو إمداد بمال، بدليل أن ربيعة بن رفيع السلمي أدرك دريد بن الصمة في غزوة حنين، فقتله وهو شيخ كبير جاوز المئة، لا ينتفع إلا برأيه، فبلغ ذلك النبي ولم ينكر عليه. ويجوز قتل المرأة إذا كانت ملكة الأعداء؛ لأن في قتلها تفريقا لجمعهم، وكذلك إذا كان ملكهم صبيًا صغيرًا وأحضروه معهم في المعركة، إذا كان في قتله تفريق جمعهم.
وقد جاء في صحيح مسلم، وجامع الترمذي، وسنن أبي داود، وسنن ابن ماجه عن سليمان بن بريدة أن رسول الله كان إذا أمر أميرا على جيش أو سرية أوصاه في خاصته بتقوى الله تعالى ومن معه من المسلمين خيرا، ثم يقول: «اغزوا باسم الله، في سبيل الله، قاتلوا من كفر بالله، اغزوا ولا تغلوا، ولا تغدروا، ولا تمثلوا، ولا تقتلوا وليدا.». وجاء في السنن الكبرى للبيهقي، وسنن أبي داود أن رسول الله قال: «انطلقوا باسم الله، وبالله، وعلى ملة رسول الله، لا تقتلوا شيخا فانيا، ولا طفلا، ولا صغيرا، ولا امرأة، ولا تغلوا، وضموا غنائمكم، وأصلحوا، وأحسنوا إن الله يحب المحسنين.».

#### أحكام النكاية في العدو
النكاية في العدو، والنيل منهم على ثلاثة أقسام؛ منها جائز باتفاق، ومنها محظور باتفاق، ومنها يجوز فقط عند الضرورة الحربية أو حسب الرؤية العسكرية:
- فأما الجائز باتفاق، فقتل مقاتلتهم في الزحف، وسلب أموالهم، ووطء بلادهم، وسبي أبنائهم وذراريهم، والإسار بعد الإثخان، على خلاف في استحياء الأسرى بعد أو قتلهم.[48]
- وأما المحظور باتفاق: فقتل النساء والصبيان.[48]
- وأما ما يجوز فقط عند الضرورة الحربية بإحراق حصون العدو بالنار، وإغراقها بالماء وتخريبها وهدمها عليهم، وقطع أشجارهم وإفساد زروعهم، ونصب المجانيق.[48]
  - كذلك من المسائل التي أجازها الفقهاء عند الضرورة الحربية فقط: التترس، أي إذا اتخذ الكفار المسلمين دروعًا بشرية، فيجوز رميهم أو قتالهم للضرورة وسدًا لذريعة الفساد التي قد تترتب على ترك قتلهم، لكن يقصد الكفار بالضرب. وإن أصيب مسلم فلا دية ولا كفارة.[49]
  - من هذه المسائل أيضًا: أجاز الأكثرون من أتباع المذاهب الأربعة الاستعانة بالكافر على الكفار، إذا كان الكافر حسن الرأي بالمسلمين، وكانت القيادة للمسلمين. وقيد الشافعية ذلك أيضا بالحاجة؛ لأن النبي استعان بصفوان بن أمية يوم حنين، وتعاونت خزاعة مع النبي عام فتح مكة.[49]

#### التولي يوم الزحف
يُعد التولي يوم الزحف من الكبائر ومن السبع الموبقات، إذا اصطف الجيشان: جيش المسلمين، وجيش الكفار، فلا يجوز للمسلم أن يفر من العدو؛ وشدد الله تعالى على المؤمنين، وحذرهم من أن يتولوا أمام الكفار، فقال الله تعالى:﴿يَا أَيُّهَا الَّذِينَ آمَنُوا إِذَا لَقِيتُمُ الَّذِينَ كَفَرُوا زَحْفًا فَلَا تُوَلُّوهُمُ الْأَدْبَارَ ۝١٥ وَمَنْ يُوَلِّهِمْ يَوْمَئِذٍ دُبُرَهُ إِلَّا مُتَحَرِّفًا لِقِتَالٍ أَوْ مُتَحَيِّزًا إِلَى فِئَةٍ فَقَدْ بَاءَ بِغَضَبٍ مِنَ اللَّهِ وَمَأْوَاهُ جَهَنَّمُ وَبِئْسَ الْمَصِيرُ ۝١٦﴾ [الأنفال:15–16]. بحسب الآية، فإنه يٌستثنى من التولي أن يكون لغرض التحرف لقتال أو التحيز إلى فئة.
ومعنى التحرّف للقتال: أن ينحاز إلى موضع يكون القتال فيه أمكن، مثل أن ينحاز من مواجهة الشمس أو الريح إلى استدبارهما، أو من نزلة إلى علو، أو من معطشة إلى موضع ماء، أو يفر بين أيديهم لتنتقض صفوفهم، أو تنفرد خيلهم من رجالتهم، أو ليجد فيهم فرصة، أو ليستند إلى جبل، ونحو ذلك مما جرت به عادة أهل الحرب.
وأما التحيز إلى فئة: فهو أن يصير إلى فئة من المسلمين ليكون معهم، فيقوى بهم على عدوهم، وسواء بعدت المسافة أو قربت. ولو كانت الفئة بخراسان والفئة بالحجاز، جاز التحيز إليها، لأن ابن عمر روى أن النبي قال: إني فئة لكم، وكانوا بمكان بعيد منه، وقال عمر: أنا فئة كل مسلم، وكان بالمدينة وجيوشه بمصر والشام والعراق وخراسان. رواهما سعيد. وقال عمر: رحم الله أبا عبيدة لو كان تحيز إلي لكنت له فئة.

#### القتال في الأشهر الحرم
وقال الله: ﴿إِنَّ عِدَّةَ الشُّهُورِ عِنْدَ اللَّهِ اثْنَا عَشَرَ شَهْرًا فِي كِتَابِ اللَّهِ يَوْمَ خَلَقَ السَّمَاوَاتِ وَالْأَرْضَ مِنْهَا أَرْبَعَةٌ حُرُمٌ ذَلِكَ الدِّينُ الْقَيِّمُ فَلَا تَظْلِمُوا فِيهِنَّ أَنْفُسَكُمْ وَقَاتِلُوا الْمُشْرِكِينَ كَافَّةً كَمَا يُقَاتِلُونَكُمْ كَافَّةً وَاعْلَمُوا أَنَّ اللَّهَ مَعَ الْمُتَّقِينَ ۝٣٦﴾ [التوبة:36]
ويلاحظ هنا أن الأشهر الحُرُم بهي شهور السنة القمرية اثنا عشر شهراً، ومن هذه الاثنى عشر شهراً أربعة أشهر حرم جمع حرام، وهي من الحرمة بمعنى التعظيم، يحرم فيها القتال، وهي: رجب وذو القعدة، وذو الحجة والمحرم. {فلا تظلموا فيهن أنفسَكم} أي فلا تظلِموا أنفسَكم في هذه الأشهر باستحلال القتال فيها، أو امتناعكم عنه إذا هاجمكم الأعداء. وقاتِلوا كل من يقاتلكم من المشركين جميعا، كما يقاتلونكم معادين لكم جميعاً، ولو كان ذلك في الأشهر الحرم.

#### انتهاء القتال
في فقه الجهاد الإسلامي، ينتهي القتال في جهاد الطلب بطرق متعددة منها اعتناق العدو الإسلام، أو قبول الجزية أو بعقد معاهدة مع المسلمين.
- الإسلام: إذا تم دعوة الكفار إلى الإسلام ودخلوا فيه كان لهم ما للمسلمين وعليهم ما عليهم فإن لم يقبلوا الدخول فيه سواء كانوا من أهل الكتاب أو من غيرهم.[55]
- الجزية:[55]
  - إن كانوا من أهل الكتاب أو المجوس فقد اتفق الفقهاء على أنه يطلب منهم الجزية فإن دفعوها كف عنهم وإلا ينتقل إلى القتال وذلك لقوله تعالى: ﴿قَاتِلُوا الَّذِينَ لَا يُؤْمِنُونَ بِاللَّهِ وَلَا بِالْيَوْمِ الْآخِرِ وَلَا يُحَرِّمُونَ مَا حَرَّمَ اللَّهُ وَرَسُولُهُ وَلَا يَدِينُونَ دِينَ الْحَقِّ مِنَ الَّذِينَ أُوتُوا الْكِتَابَ حَتَّى يُعْطُوا الْجِزْيَةَ عَنْ يَدٍ وَهُمْ صَاغِرُونَ ۝٢٩﴾ [التوبة:29].
  - إما أن كانوا من المشركين غير أهل الكتاب أو المجوس فقد اختلف الفقهاء في ذلك: فذهب الشافعي، وفي رواية عن أحمد، إلى أنه لا تقبل منهم الجزية وأن عليهم إما القتال، لعموم قوله تعالى: ﴿فَإِذَا انْسَلَخَ الْأَشْهُرُ الْحُرُمُ فَاقْتُلُوا الْمُشْرِكِينَ﴾ [التوبة:5]. وذهب الحنفية، ومالك في رواية، وعن أحمد في رواية، إلى أن الجزية تقبل من المشركين إلا مشركي العرب، قال ابن جرير الطبري: "أجمعوا على أن رسول الله - صلى الله عليه وسلم - أبى أخذ الجزية من عبدة الأوثان من العرب ولم يقبل منهم إلا الإسلام أو السيف".
  - وذهب مالك في قول هو الراجح عند المالكية والأوزاعي إلى أن الجزية تقبل من جميع الكفار سواء كانوا عربا أم عجمًا، واستدلوا بحديث بريدة الأسلمي قال: كان رسول الله - صلى الله عليه وسلم - إذا أمر أميرا على جيش أو سرية، أوصاه في خاصة نفسه بتقو ى الله ... وقال: "اغزو باسم الله ... وإذا لقيت عدوك من المشركين فادعهم إلى ثلاث خصال" وذكر من هذه الخصال الجزية.
- الهدنة: هي مصالحة أهل الحرب على ترك القتال مدة معينة بعوض أو غيره، سواء فيهم من يقر على دينه ومن لم يقر، دون أن يكونوا تحت حكم الإسلام. وذكر الفقهاء من شروطها أن يكون المسلمون في حال ضعف، والكفار أقوىاء، او للمصلحة التي يقدرها الإمام. لقوله تعالى: ﴿فَلَا تَهِنُوا وَتَدْعُوا إِلَى السَّلْمِ وَأَنْتُمُ الْأَعْلَوْنَ وَاللَّهُ مَعَكُمْ وَلَنْ يَتِرَكُمْ أَعْمَالَكُمْ ۝٣٥﴾ [محمد:35]. ولا يقاتل المعاهدون ما لم تظهر منهم بوادر الخيانة.[54]

## أنواع الجهاد

### من حيث العدو

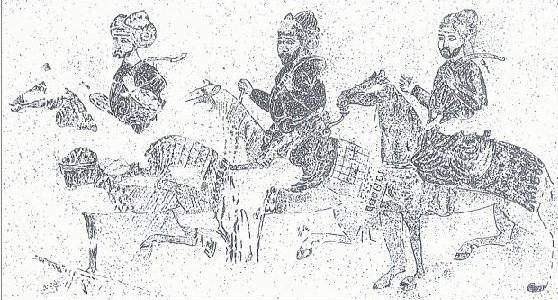
طليعة سرية خيالة لمجاهدين في حقبة صدر الإسلام.

ويمكن تقسيم الجهاد من حيث العدو فيُقسمه العلماء إلى: مجاهدة العدو الظاهر وهم الكفار والمنافقين والمرتدين والبغاة ونحوهم؛ لإعلاء كلمة الله تعالى، ومجاهدة الشيطان، ومجاهدة النفس. فالجهاد له أربع مراتب: جهاد النفْس، والشيطان، والكفار والمنافقين، وأصحاب الظُّلْم والبِدَع والمنكَرات:

#### جهاد الكفار والمنافقين
أمر الله النبي بجهاد الكفار والمنافقين، قال تعالى: ﴿يَا أَيُّهَا النَّبِيُّ جَاهِدِ الْكُفَّارَ وَالْمُنَافِقِينَ وَاغْلُظْ عَلَيْهِمْ وَمَأْوَاهُمْ جَهَنَّمُ وَبِئْسَ الْمَصِيرُ ۝٩﴾ [التحريم:9]، وقد ذكر العلماء أن جهاد الكفار يكون باليد ببذل النفس والمال كما في جهاد الطلب وجهاد الدفع، أما جهاد المنافقين يكون بالقول من الزجر والوعيد والتهديد، وما أشبه ذلك؛ لأن النبي لم يؤمر بقتلهم؛ لما كانوا يظهرونه من الإسلام، قال ابن عباس: «جاهد الكفار بالسيف، والمنافقين باللسان».

#### جهاد الظالمين والمعتدين
وأما جهاد أرباب الظلم والبدع والمنكرات فثلاث مراتب الأولى: باليد إذا قدر، فإن عجز انتقل إلى اللسان، فإن عجز جاهد بقلبه. فهذه ثلاثة عشر مرتبة من الجهاد، ومن مات ولم يغز ولم يحدث نفسه بالغزو مات على شعبة من النفاق. وقال الشيخ عبد العزيز بن باز: «الجهاد أقسام : بالنفس، والمال، والدعاء، والتوجيه والإرشاد، والإعانة على الخير من أي طريق، وأعظم الجهاد : الجهاد بالنفس، ثم الجهاد بالمال والجهاد بالرأي والتوجيه، والدعوة كذلك من الجهاد، فالجهاد بالنفس أعلاها.»
جاء في جامع الترمذي، وسنن أبي داود، وسنن ابن ماجه، ومكارم الأخلاق للطبراني، والرسالة القشيرية للقشيري عن أبي سعيد الخدري، أن النبي قال:
| ” | إن من أعظم الجهاد كلمة عدل عند سلطان جائر. | “ |

#### جهاد النفس
تكلم العلماء في نوعي الجهاد: الظاهر والباطن لأهمية النوعين خصوصاً الباطن، يقول ابن رجب الحنبلي: وهذا في جهاد العدو الظاهر وهو جهاد الكفار، وكذلك جهاد العدو الباطن، وهو جهاد النفس والهوى، فإن جهادهما من أعظم الجهاد، كما قال النبي ﷺ المجاهد من جاهد نفسه في الله. وجهاد النفس أربع مراتب أيضاً إحداها: أن يجاهدها على تعلم الدين الثانية: أن يجاهدها على العمل به بعد علمه الثالثة: أن يجاهدها على الدعوة إليه وتعليمه من لا يعلمه وإلا كان من الذين يكتمون ما أنزل الله البينات ولا ينفعه علمه ولا ينجيه من عذاب الله. الرابعة: أن يجاهدها على الصبر على مشاق الدعوة إلى الله وأذى الخلق ويتحمل ذلك كله لله. فإذا استكمل هذه المراتب الأربع صار من الربانيين، فإن السلف مجمعون على أن العالم لا يستحق أن يسمى ربانياً حتى يعرف الحق ويعمل به ويعلمه فمن علم وعمل وعلم فذاك يدعى عظيماً في ملكوت السماوات.
وقال عبد الله بن عمر لمن سأله عن الجهاد: «ابدأ بنفسك فجاهدها، وابدأ بنفسك فاغزها.» وقال بقية بن الوليد: «أخبرنا إبراهيم بن أدهم حدثنا الثقة عن علي بن أبي طالب قال: أول ما تنكرون من جهادكم جهادكم أنفسكم.» وروى سعد بن سنان عن أنس: عن النبي ﷺ «ليس عدوك الذي إذا قتلته أدخلك الجنة، وإذا قتلته كان لك نوراً، أعدى عدوك نفسك التي بين جنبيك.»
وقال أبو بكر الصديق لعمر حين استخلف: إن أول ما أحذرك نفسك التي بين جنبيك. فهذا الجهاد يحتاج أيضاً إلى صبر، من صبر على مجاهدة نفسه وهواه وشيطانه غلبه وحصل له النصر والظفر، وملك نفسه، فصار عزيزاً ملكاً، ومن جزع ولم يصبر على مجاهدة ذلك، غلب وقهر وأسر، وصار عبداً ذليلاً أسيراً في يدي شيطانه وهواه.
وجعل الشرع المحافظة على الواجبات والفرائض من أفضل الجهاد؛ فعن أم أنس الأنصارية، أنها قالت: يا رسول الله، أوصني. قال:
| ” | اهجري المعاصي؛ فإنها أفضل الهجرة، وحافظي على الفرائض؛ فإنها أفضل الجهاد، وأكثري من ذكر الله؛ فإنك لا تأتين الله غدا بشيء أحب إليه من كثرة ذكره. | “ |

وقال عبد الله بن عمر: «إن سبيل الله كل عمل صالح.» وكذلك قال عباية بن رفاعة: «أدركني أبو عبس وأنا ذاهب إلى الجمعة، فقال سمعت رسول الله صلى الله عليه وسلم يقول: من اغبرت قدماه في سبيل الله حرمه الله على النار.»، فجعل السعي إلى الجمعة في حكم الجهاد. وفي صحيح مسلم من حديث أبي مالك الأشعري أن رسول الله صلى الله عليه وسلم قال: «ألا أدلكم على ما يمحو الله به الخطايا ويرفع به الدرجات؟ قالوا: بلى يا رسول الله، قال: إسباغ الوضوء على المكاره، وكثرة الخطا إلى المساجد، وانتظار الصلاة بعد الصلاة، فذلكم الرباط » وفي سنن أبي داود أن النبي صلى الله عليه وسلم قال: «العامل على الصدقة بالحق كالغازي في سبيل الله حتى يرجع إلى بيته».

#### جهاد الشيطان
أما جهاد الشيطان فمرتبتان إحداهما: جهاده على دفع ما يلقي إلى العبد من الشبهات والشك في الإيمان. الثانية: جهاده على دفع ما يلقي إليه من الإرادات الفاسدة والشهوات، فالجهاد الأول يكون بعده اليقين والثاني يكون بعده الصبر قال تعالى: ﴿وَجَعَلْنَا مِنْهُمْ أَئِمَّةً يَهْدُونَ بِأَمْرِنَا لَمَّا صَبَرُوا وَكَانُوا بِآيَاتِنَا يُوقِنُونَ ۝٢٤﴾ [السجدة:24] فأخبر أن إمامة الدين إنما تنال بالصبر واليقين، فالصبر يدفع الشهوات والإرادات الفاسدة، واليقين يدفع الشكوك والشبهات. قال القاضي أبو بكر بن العربي: «قال علماؤنا رضي الله عنهم: جهاد العدو الظاهر فرض من فروض الكفاية وهم الكفار، وجهاد العدو الباطن فرض من فروض الأعيان، وهو الشيطان.»

### من حيث الآلة
يُقسِّم العلماء الجهاد من حيث الآلة إلى ثلاثة أقسام: جهاد بالقلب، وجهاد باللسان، وجهاد باليد. والدليل على هذه القسمة، وتسمية كل واحد منها جهادا: ما أخرجه مسلم، عن عبد الله بن مسعود، أن رسول الله - صلى الله عليه وسلم - قال: «ما من نبي بعثه الله في أمة قبلي إلا كان له من أمته حواريون، وأصحاب، يأخذون بسنته، ويقتدون بأمره، ثم إنها تخلف من بعدهم خلوف، يقولون ما لايفعلون، ويفعلون ما لايؤمرون، فمن جاهدهم بيده فهو مؤمن، ومن جاهدهم بلسانه فهو مؤمن، ومن جاهدهم بقلبه فهو مؤمن، وليس وراء ذلك من الإيمان حبة خردل».

#### جهاد اللسان

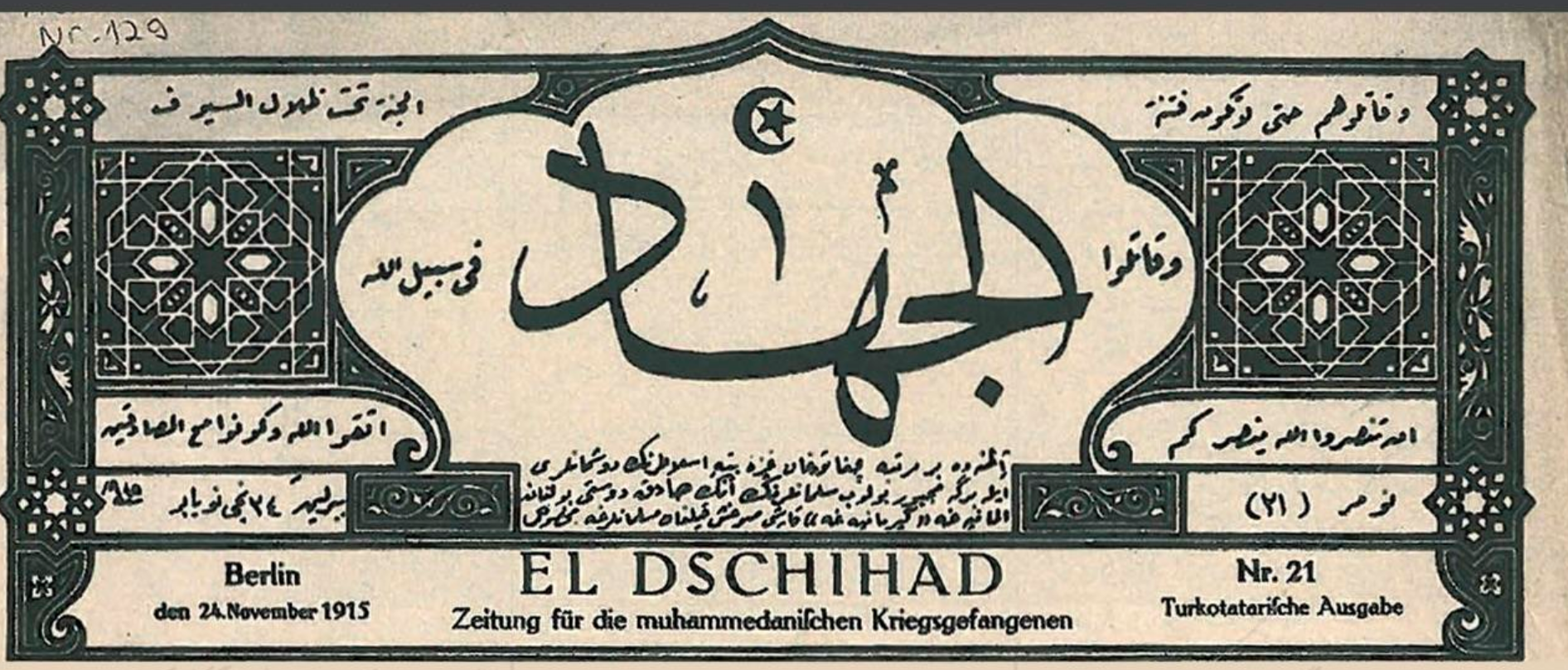
افتاحية جريدة الجهاد التي كانت تصدر في برلين بين سنتي 1915 و1918.

هو الذب عن سبيل الله باللسان، وتشجيع المقاتلين؛ تجرئتهم على القتال، وذِكْر ما لهم من الخير العظيم والأجر الكبير، وهجُو المشركين وتخَذِّيلُهم، وكذلك الرأى والمشورة في الحرب، والدعاء إلى الله بالنصر والتثبيت؛ كله من الجهاد باللسان. وكذلك جهاد المنافقين يكون باللسان، وقد ذكر العلماء أن جهاد الكفار يكون باليد ببذل النفس والمال كما في جهاد الطلب وجهاد الدفع، أما جهاد المنافقين يكون بالقول من الزجر والوعيد والتهديد، وما أشبه ذلك؛ لأن النبي لم يؤمر بقتلهم؛ لما كانوا يظهرونه من الإسلام، قال ابن عباس: «جاهد الكفار بالسيف، والمنافقين باللسان». وكذلك الدعوة إلى الله والذبّ عن دينه، قال محمد بن يحيى الذهلي: «سمعت يحيى بن معين يقول: الذب عن السنة أفضل من الجهاد في سبيل الله، فقلت ليحيى: الرجل ينفق ماله، ويتعب نفسه، ويجاهد، فهذا أفضل منه؟! قال: نعم، بكثير.».
أما المفاضلة بين أنواع الجهاد، يقول ابن حزم في الفصل في الملل والأهواء والنحل:
| جهاد | الجهاد ينقسم أقساما ثلاثة: أحدها: الدعاء إلى الله تعالى باللسان والثاني: الجهاد عند الحرب بالرأي والتقدير والثالث: الجهاد باليد في الطعن والضرب. فوجدنا الجهاد باللسان لا يلحق فيه أحد بعد النبي صلى الله عليه وسلم أبا بكر ولا عمر، أما أبو بكر فان أكابر الصحابة اسلموا على يديه، فهذا أفضل عمل وليس لعلي من هذا كثير حظ، وأما عمر فانه من يوم أسلم عز الإسلام وعبد الله علانية، وهذا أعظم الجهاد، وقد أنفرد هذان الرجلان بهذين الجهادين اللذين لا نظير لهما، ولا حظ لعلي في هذا. وبقى القسم الثاني، وهو الرأي والمشورة، فوجدناه خالصاً لأبي بكر ثم لعمر. بقي القسم الثالث وهو الطعن والضرب والمبارزة فوجدناه أقل مراتب الجهاد، ببرهان ضروري، وهو أن رسول الله صلى الله عليه وسلم لا شك عند كل مسلم في أنه المخصوص بكل فضيلة فوجدنا جهاده صلى الله عليه وسلم إنما كان في أكثر أعماله وأحواله بالقسمين الاولين من الدعاء إلى الله عز وجل والتدبير والإرادة وكان أقل عمله الطعن والضرب والمبارزة لاعن جبن، بل كان أشجع أهل الأرض قاطبة نفساً ويداً، واتمهم نجدة، ولكنه كان يؤثر الأفضل فالأفضل من الأعمال، فيقدمه ويشتغل به، ووجدناه يوم بدر وغيره كان أبو بكر لا يفارقه إيثاراً من النبي صلى الله عليه وسلم له بذلك واستظهاراً برأيه في الحرب، وأنسا بمكانه، ثم كان عمر ربما شورك في ذلك، وقد انفرد بهذا الحل دون علي ودون سائر الصحابة إلا في الندرة. ثم نظرنا مع ذلك في هذا القسم من الجهاد، الذي هو الطعن والضرب والمبارزة، فوجدنا عليا لم ينفرد بالسيوف فيه، بل قد شاركه فيه غيره شركة العيان، كطلحة والزبير وسعد، ومن قتل في صدر الإسلام كحمزة، وعبيدة بن الحارث بن عبد المطلب، ومصعب بن عمير، ومن الأنصار سعد بن معاذ، وسماك بن خرشة، يعني أبا دجانة، وغيرهما، ووجدنا أبا بكر قد شاركاه في ذلك بحظ حسن، وأن لم يلحقا بحظوظ هؤلاء وإنما ذلك لشغلهما بالأفضل من ملازمة رسول الله صلى الله عليه وسلم ومؤازرته في حين الحرب، وقد بعثهما على البعوث أكثر مما بعث عليا، وقد بعث أبا بكر إلى بني فزارة وغيرهم، وبعث عمر إلى بني فلان، وما نعلم لعلي بعثاً إلا إلى بعض حصون خيبر ففتحه. فحصل أرفع الجهاد لأبي بكر وعمر، وقد شاركا علياً في أقل أنواع الجهاد مع جماعة غيرهم. | جهاد |

كما أن القيام بالعلم وتحصيله ونشره هي وظيفة المرسلين يُعتبر أفضل من الجهاد في بعض الحالات، وكلام السلف كثير في تقرير هذا الأصل، فعن يحيى بن أبي كثير قال: «سألت ابن عباس  عن الجهاد، فقال: ألا أدلك على خير من الجهاد؟ فقلت: بلى، قال: تبني مسجداً، وتعلم فيه الفرائض والسنة والفقه في الدين.»

#### الجهاد بالقلب
الجهاد بالقلب هو أقلّ درجات الجهاد فقد روى مسلم في صحيحه عَنْ عَبْدِ اللَّهِ بْنِ مَسْعُودٍ أن رسول الله - صلى الله عليه وسلم - قال: «ما من نبي بعثه الله في أمة قبلي إلا كان له من أمته حواريون، وأصحاب، يأخذون بسنته، ويقتدون بأمره، ثم إنها تخلف من بعدهم خلوف، يقولون ما لايفعلون، ويفعلون ما لايؤمرون، فمن جاهدهم بيده فهو مؤمن، ومن جاهدهم بلسانه فهو مؤمن، ومن جاهدهم بقلبه فهو مؤمن، وليس وراء ذلك من الإيمان حبة خردل». وقال ابن تيمية عن الجهاد بالقلب: «فالجهاد تحقيق كون المؤمن مؤمناً، ولهذا روى مسلم في صحيحه عن النبي صلى الله عليه وسلم انه قال: من مات ولم يغز ولم يحدث نفسه بالغزو مات على شعبة من نفاق، وذلك أن الجهاد فرض على الكفاية، فيخاطب به جميع المؤمنين عموماً، ثم إذا قام به بعضهم سقط عن الباقين. ولابد لكل مؤمن من أن يعتقد أنه مأمور به، وأن يعتقد وجوبه، وأن يعزم عليه إذا احتيج إليه، وهذا يتضمن تحديث نفسه بفعله، فمن مات ولم يغز ولم يحدث نفسه بالغزو نقص من إيمانه الواجب عليه بقدر ذلك، فمات على شعبة نفاق.»